# Acolastus gobustanus
Acolastus gobustanus es un coleóptero de la familia Chrysomelidae.
Fue descrita científicamente por primera vez en 1992 por Lopatin.